# Воскресенський літопис

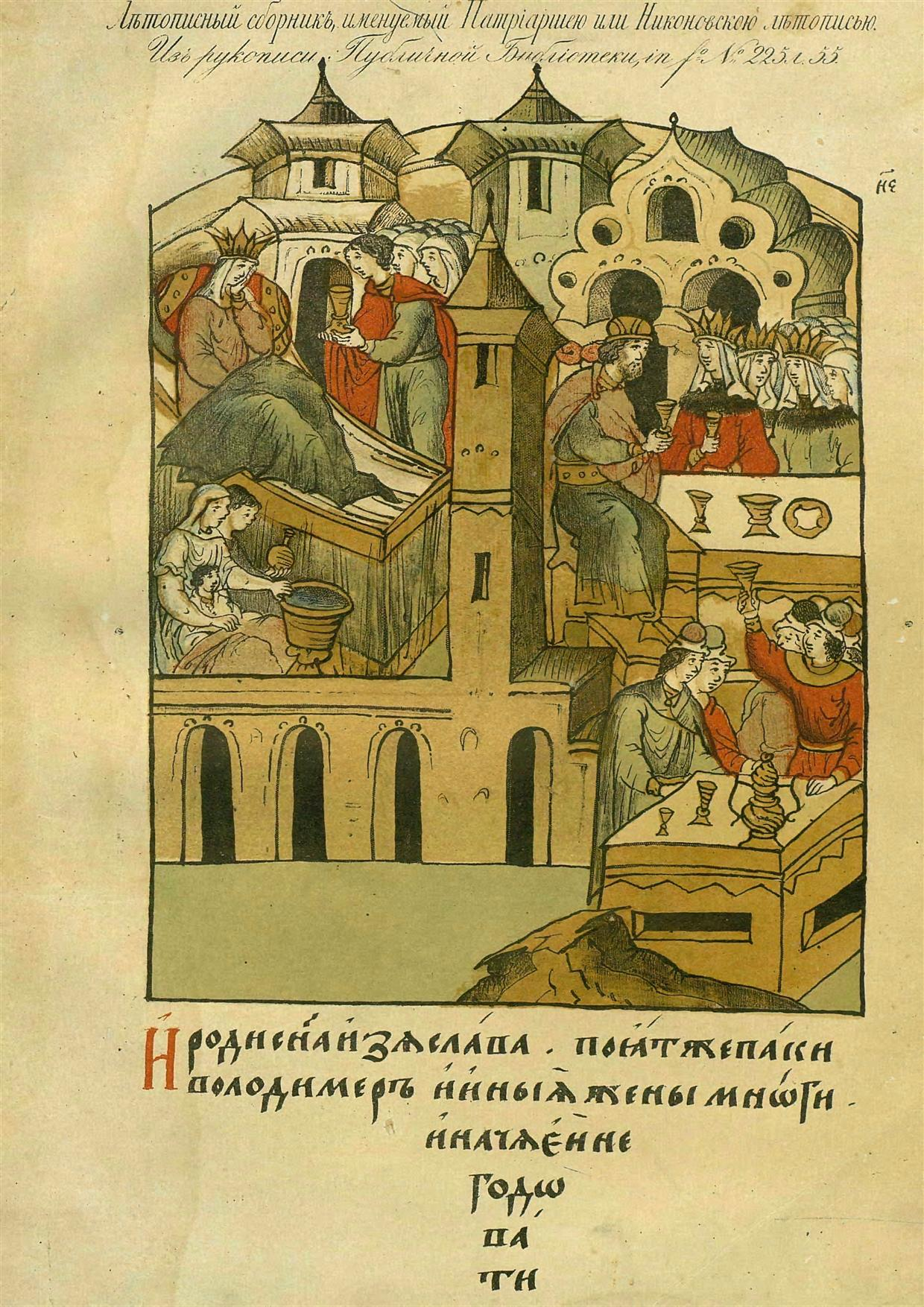
Літописний збірник, названий Патріаршим або Ніконівським літописом. ПСРЛ, том 9

Воскресенський літопис — літопис, що являє собою загальноруський літописний звід XVI століття, що враховує у відображенні подій інтереси великих князів московських, один з перших за багатством використаних матеріалів і за повнотою звісток. Названий за списком, що належав Воскресенському монастирю в Новому Єрусалимі.
Розрізняють 4 редакції Воскресенського літопису:
- 1-а — події вказані до серпня 1533 року, автор — прихильник Василя III;
- 2-я — закінчується подіями 1537 року;
- 3-я — описує події до 1541 (збереглась до наших часів);
- 4-а — описує період між 1542 і 1544 роками прихильником князів Шуйських. На думку Б. М. Клосса, виділення четвертої редакції помилкове, а редакція 1541 була складена за участю митрополита Іоасафа.

В основі літопису лежать Московський звід 1479 року у редакції 1526 і Тихонівська редакція Ростовського зведення 1489—1503. Карамзинський список Воскресенського літопису з 1542 до 1552 роки доповнено у Львівському літописі і продовжений до 1560 року.
Збереглося 13 списків літопису, причому тільки п'ять з них містять весь її текст, 3 списку містять її першу половину, а 4 — її другу половину. Видання в ПСРЛ було здійснено за п'ятьма списками.

## Склад літопису
Співвідношення обсягу тексту:

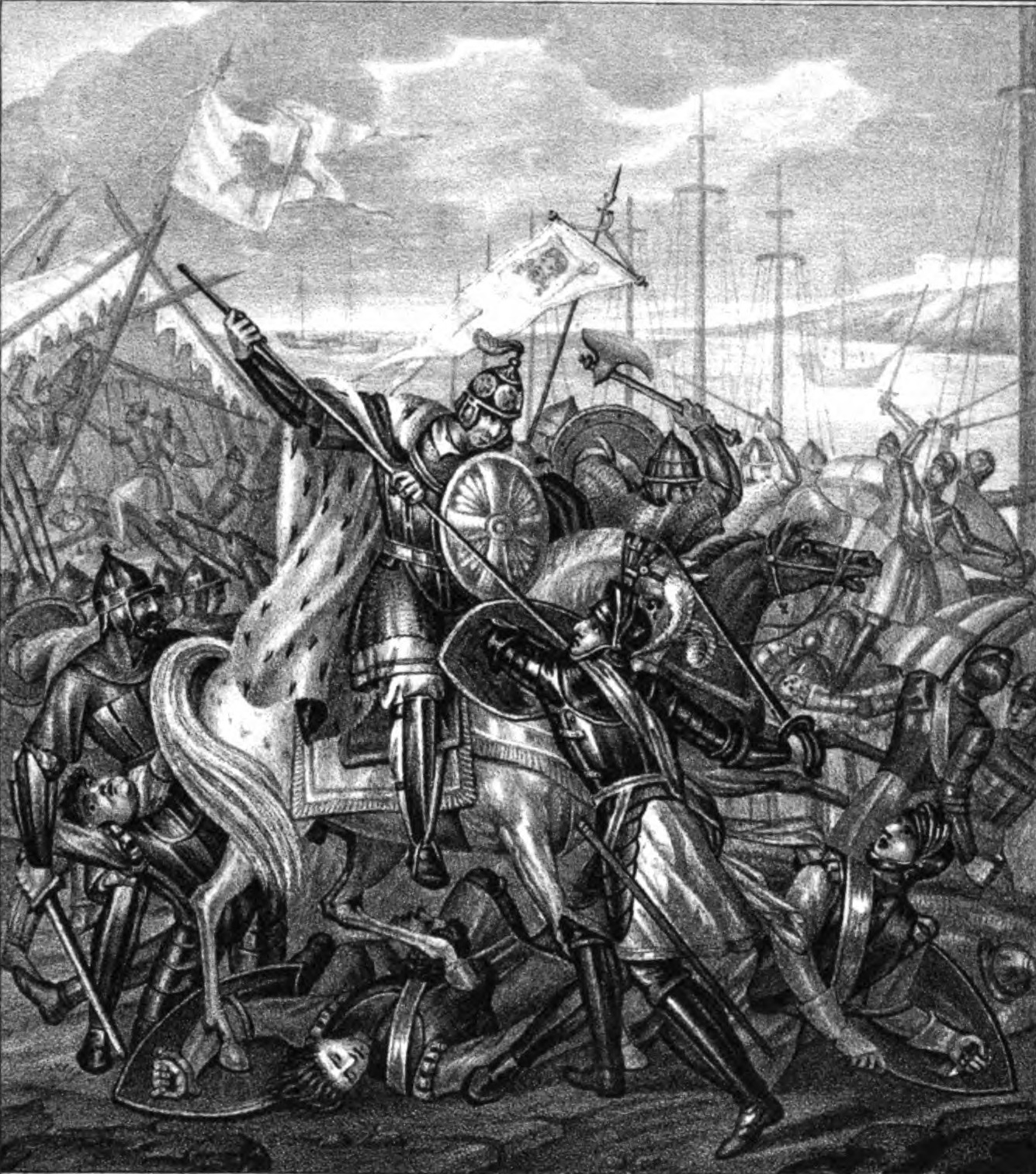
Перемога Олександра Невського над шведами (Борис Чоріков)

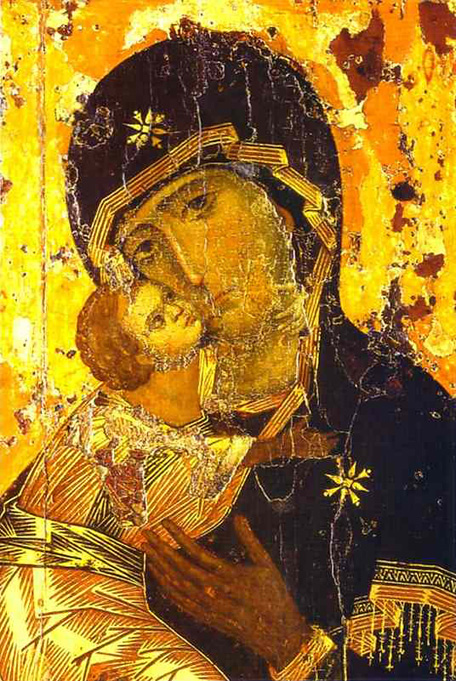
Володимирська ікона Божої Матері, в Україні відома теж як Вишгородська

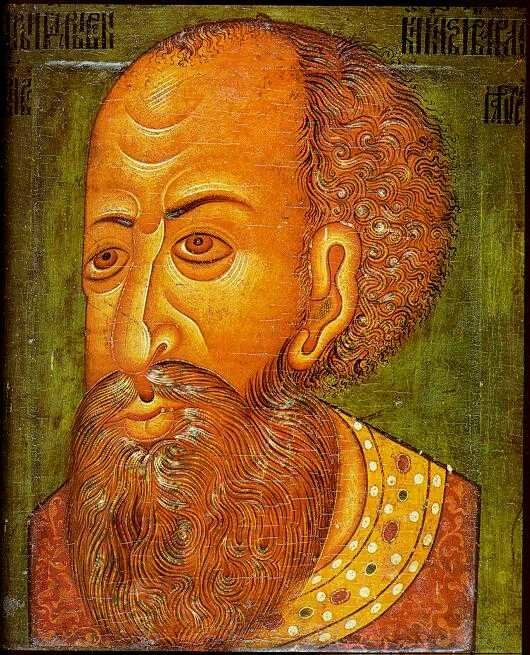
Іван IV Грозний (парсуна 17 століття)

- Статті, вміщені перед основним текстом: зміст літопису (т. VII, ст. 218-231; т. VIII, ст. 1-7); коротенький літопис з іменами основних князів (т. VII, ст. 231-238); родоводи (ст. 238-240); «імена градам Роським» (ст. 240-241); додаткові короткі літописи та родоводи (ст. 241-246); перелік римських, візантійських і турецьких правителів (ст. 246-252) з короткою випискою про Махмета (ст. 249); родовід литовських князів (ст. 253-256); слов'яно-молдавський літопис (1359—1504) (ст. 256-259),
- Вступна частина (т. VII, ст. 260-267),
- Події 854-1110 років (т. VII, ст. 267-345, 1-21),
- Події 1111-1203 років (т. VII, ст. 21-109), причому докладно викладено події 1146-1157 років (ст. 35-66),
- Події 1204-1304 років (т. VII, ст. 109-184),
- Події 1304-1418 років (т. VII, ст. 184-217; т. VIII, ст. 9-90),
- Події 1418-1462 років (т. VIII, ст. 90-150),
- Правління Івана Васильовича (т. VIII, ст. 150-245),
- Правління Василя Івановича (т. VIII, ст. 245-286),
- Події 1533-1541 років (т. VIII, ст. 286-301).

Детальні тексти та оповідання:
- «Повість про взяття Царгорода фрягами» в 1204 році і про ікону Одигітрії (т. VII, ст. 109-112)
- Розповідь про битву на Липиці (т. VII, ст. 120-124)
- Розповідь про битву на Калці, під 1223 роком (т. VII, ст. 129-132)
- Розповідь про нашестя Батия (т. VII, ст. 139-143)
- Розповідь про Невську битву (т. VII, ст. 146-149)
- Розповідь про битву на Чудському озері (т. VII, ст. 150-151)
- Повість про смерть Михайла Чернігівського (т. VII, ст. 152-156)
- Повість про вбивство Батия, під 1247 роком (т. VII, ст. 157-159)
- Повість про смерть Михайла Тверського (т. VII, ст. 188-197)
- Повслання Василя, архієпископа Новгородського, до Феодора Тверського до раю (т. VII, ст. 212-214)
- «Рукописання Магнуша», під 1352 роком (т. VII, ст. 216-217).
- Розповідь про облогу Твері в 1375 році (т. VIII, ст. 22-23)
- Розповідь про битву на П'яні (т. VIII, ст. 25-26)
- Розповідь про митрополита Олексія (т. VIII, ст. 26-28)
- Повість про Митяє (т. VIII, ст. 28-32)
- Розповідь про битву на Воже (т. VIII, ст. 32-33)
- Повість про Донське побоїще (т. VIII, ст. 34-41)
- Повість про нашестя Тохтамиша (т. VIII, ст. 42-47)
- Розповідь про похід Дмитра Івановича на Новгород (т. VIII, ст. 50-51)
- Повість про житяя Дмитра Івановича (т. VIII, ст. 53-60)
- Повість про Темір-Аксака і про диво Володимирської ікони Богородиці, під 1395 роком (т. VIII, ст. 65-68)
- Коротка розповідь про Стефана Пермського, під 1396 роком (т. VIII, ст. 69-70)
- Розповідь про смерть Михайла Олександровича Тверського (т. VIII, ст. 73-74)
- Духовна грамота Кипріяна (т. VIII, ст. 79-80)
- Розповідь про нашестя Едигея, під 1408 роком (т. VIII, ст. 82-84)
- Коротка виписка з грамоти Фотія про Григорія Цамблака (т. VIII, ст. 89-90)
- Розповідь про митрополита Ісидора на восьмому соборі (т. VIII, ст. 100-106), грамота папи Євгенія (ст. 108-109)
- Розповідь про полонення і засліпленні великого князя Василя (т. VIII, ст. 115-117)
- Повість про заснування Царгорода (т. VIII, ст. 125-128) і про взяття Царгорода (т. VIII, ст. 128-144).
- Розповідь про похід Івана Васильовича на Новгород у 1471 році (т. VIII, ст. 160-168)
- Розповідь про будівництво Успенського собору в Москві і про перенесення мощей (т. VIII, ст. 170-173)
- Короткий розповідь про поїздку Івана Васильовича в Новгород взимку 1475-1476 років (т. VIII, ст. 181-182)
- Розповідь про похід Івана Васильовича на Новгород взимку 1477-1478 років (т. VIII, ст. 184-199)
- Розповідь про стоянні на Угрі (т. VIII, ст. 205-207), повслання Васиана на Угрі (ст. 207-213)
- Поставлення Дмитра Івановича на велике князювання (т. VIII, ст. 234-236)
- Розповідь про взяття Смоленська в 1514 році (т. VIII, ст. 255-257)
- Розповідь про нашестя Сафа-Гірея в 1541 році (т. VIII, ст. 295-301), якою завершується літопис.

## Списки
- Воскресенський список — найповніший і найстаріший з усіх списків[2]. Зберігається в Бібліотеці Російської академії наук, відділі рукописів, № 34.5.24[2]. Написаний чітким красивим півуставом одного почерку 2-ї половини XVI ст., в 1°, на 512 аркушах, без врахування 4 чистих аркушів[2]. Палітурка виготовлена з дошок, обтягнутих тисненою шкірою[2]. Водяні знаки — гербовий щит і кабан[2]; вони мають близькі аналогії у Миколая Ліхачова[3]. На аркушах 1—82 по нижньому поля вкладний запис 1658 року московського патріарха Никона до Воскресенського Новоєрусалимського монастиря[2]. Інша назва, відома в історіографії, — ХІІ Академічний список[4][5]. Опублікований 1793 року в Санкт-Петербурзі[6].
Склад рукопису:
аркуші 1—3, 513 — чисті;
аркуші 4—117 — вступ до Воскресенського літопису;
аркуші 110—117 — Слов'яно-молдавський літопис (1359—1504);
аркуші 117—512 — Воскресенський літопис, доведений до 1347 року[2][7][4][8][9][10][11].

### Монографії
- Описание Рукописного отдела Библиотеки Академии наук СССР. Т.3. Вып. 1, изд. 2. М.—Л., 1959. С. 332—335.

### Статті
- Лаптев, В.В. Воскресенская летопись // Ученые записки Ленинградского государственного педагогического института им. А. И. Герцена. Т. 102. Ленинград, 1955. С. 165—239.
- Левина, С.А. Воскресенская летопись XVI века // Труды Московского государственного историко-архивного института. Т. 10.  Москва, 1955. С. 402—408.
- Левина, С.А. К изучению Воскресенской летописи // Труды Отдела древнерусской литературы. Т. 13.  Москва—Ленинград, 1957. С. 689—705.
- Левина, С.А. О времени составления и составителе Воскресенской летописи XVI века // Труды Отдела древнерусской литературы. Т. 11.  Москва—Ленинград, 1955. С. 375—379.
- Левина, С.А. Тринадцатый список Воскресенской летописи // Археографический ежегодник за 1967 г. М., 1969, С. 96—98.
- Шилов, А.А. Описание рукописей содержащих летописные тексты (материалы для полного собрания русских летописей) // Летопись занятий Археографической комиссии, вып. 22. СПб., 1910, С.24.